# Arsen Melikian
Pour les articles homonymes, voir Melikian.
Arsen Melikian (en arménien : Արսեն Մելիքյան), né le 17 mai 1976 à Erevan, est un haltérophile arménien.

## Carrière sportive
En 2000, aux Jeux olympiques de Sidney, il remporte la médaille de bronze, dans la catégorie des moins de 77 kg.